# Ofunato
Ofunato (大船渡市; -shi) é uma cidade japonesa localizada na prefeitura de Iwate.
Em 30 de Abril de 2020, a cidade tinha uma população estimada em 35.452 habitantes e uma densidade populacional de 110 pessoas por h/km² em 14.895 domicílios. Tem uma área total de 323,19  km².
Recebeu o estatuto de cidade a 1 de Abril de 1952.

## Geografia
Ofunato está localizada na região sudeste da prefeitura de Iwate, com o Oceano Pacífico a leste. Fora de sua baía, as correntes oceânicas quentes e frias se encontram. Grande parte da cidade está dentro das fronteiras do Parque Nacional Sanriku Fukkō.

## Municípios vizinhos

### Prefeitura de Iwate
- Kamaishi
- Rikuzentakata
- Sumita

## Clima
Ofunato tem um clima subtropical úmido (classificação climática de Köppen Cfa) que beira um clima continental úmido (classificação climática de Köppen Dfa) com verões quentes e invernos frios. A temperatura média anual em Ofunato é de 8,4 °C. A média anual de chuvas é de 1472 mm com setembro como o mês mais úmido e janeiro como o mês mais seco. 
As temperaturas são mais altas em média em agosto, em torno de 21,0 °C, e as mais baixas em janeiro, em torno de -2,9 °C.

## Economia
Grande parte da economia de Ofunato é baseada na pesca comercial. A produção de cimento e o processamento de madeira são consideradas como indústrias secundárias.

## Terremoto e Tsunami de Tohoku
Em 11 de Março de 2011, Ofunato foi fortemente atingida pelo terremoto e pelo tsunami de Tōhoku. A onda que atingiu a cidade, segundo os dados, foi estimada em 23,6 metros de altura. Após passar pela baía, o tsunami continuou indo em direção ao interior da região por 3 quilômetros. O teatro da cidade foi um dos poucos edifícios que permaneceu em pé e foi usado como abrigo a cerca de 250 sobreviventes. As contagens provisórias listaram que das 15.138 casas existentes na cidade, 3.498 foram destruídas pelo tsunami e 305 pessoas como desaparecidas. Pelo menos seis dos 58 locais de evacuação designados da cidade foram inundados pelo tsunami.

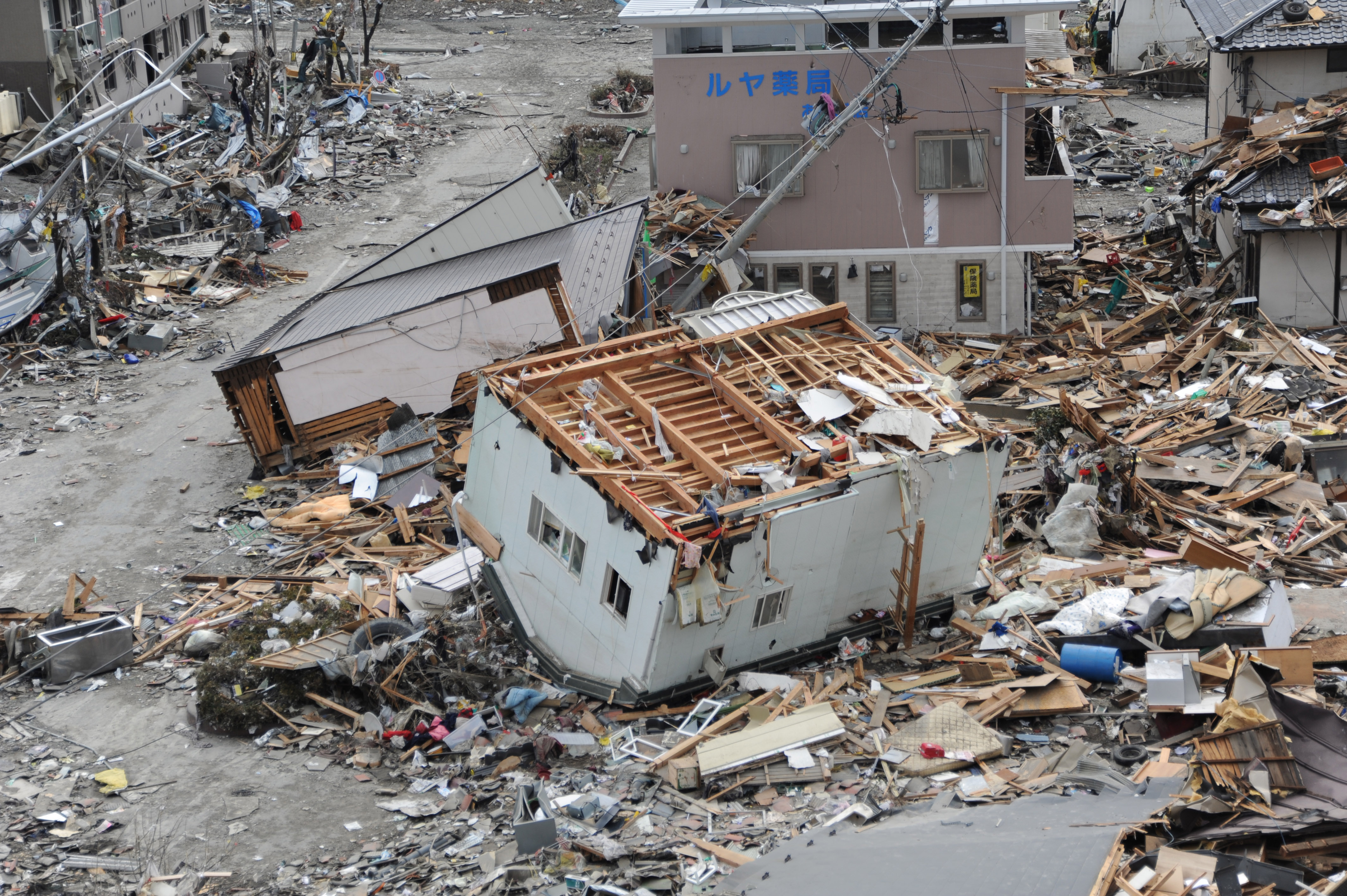
Casas e prédios destruídos pelo tsunami em Ofunato
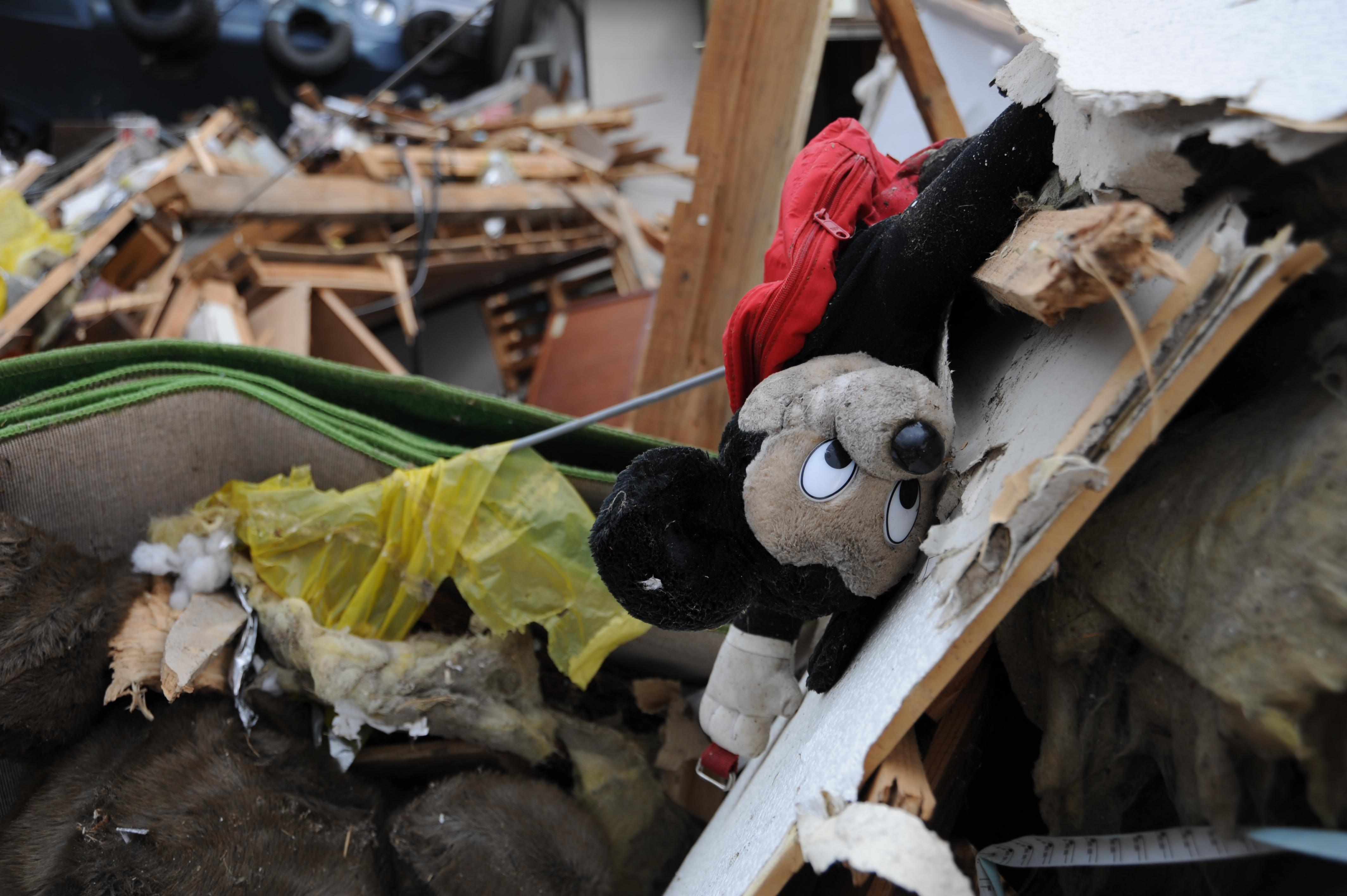
Boneco de pelúcia em meio aos destroços gerados pelo tsunami em Ofunato
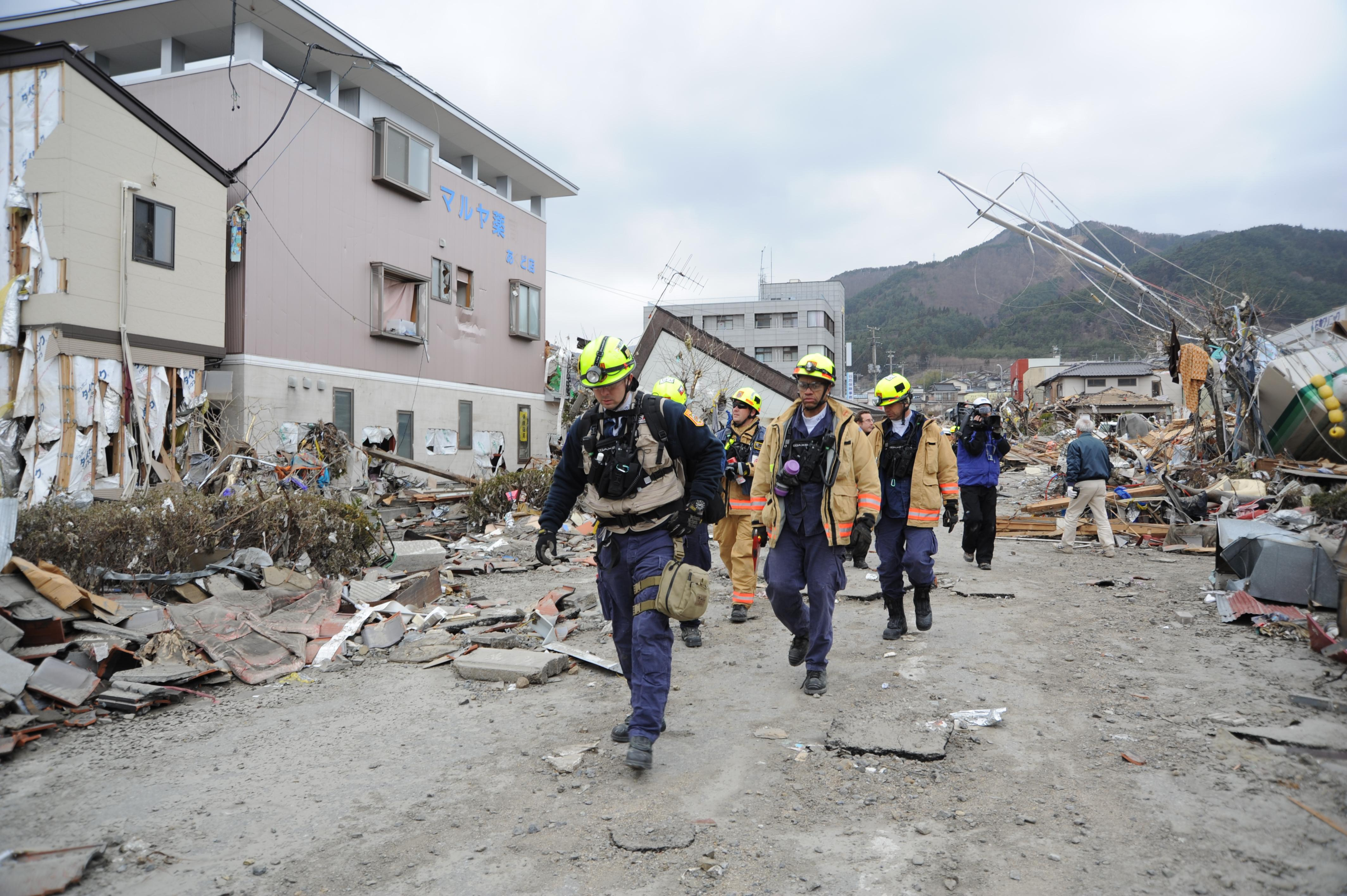
Socorristas andando em meio aos escombros e edificações destruídas pelo tsunami em Ofunato
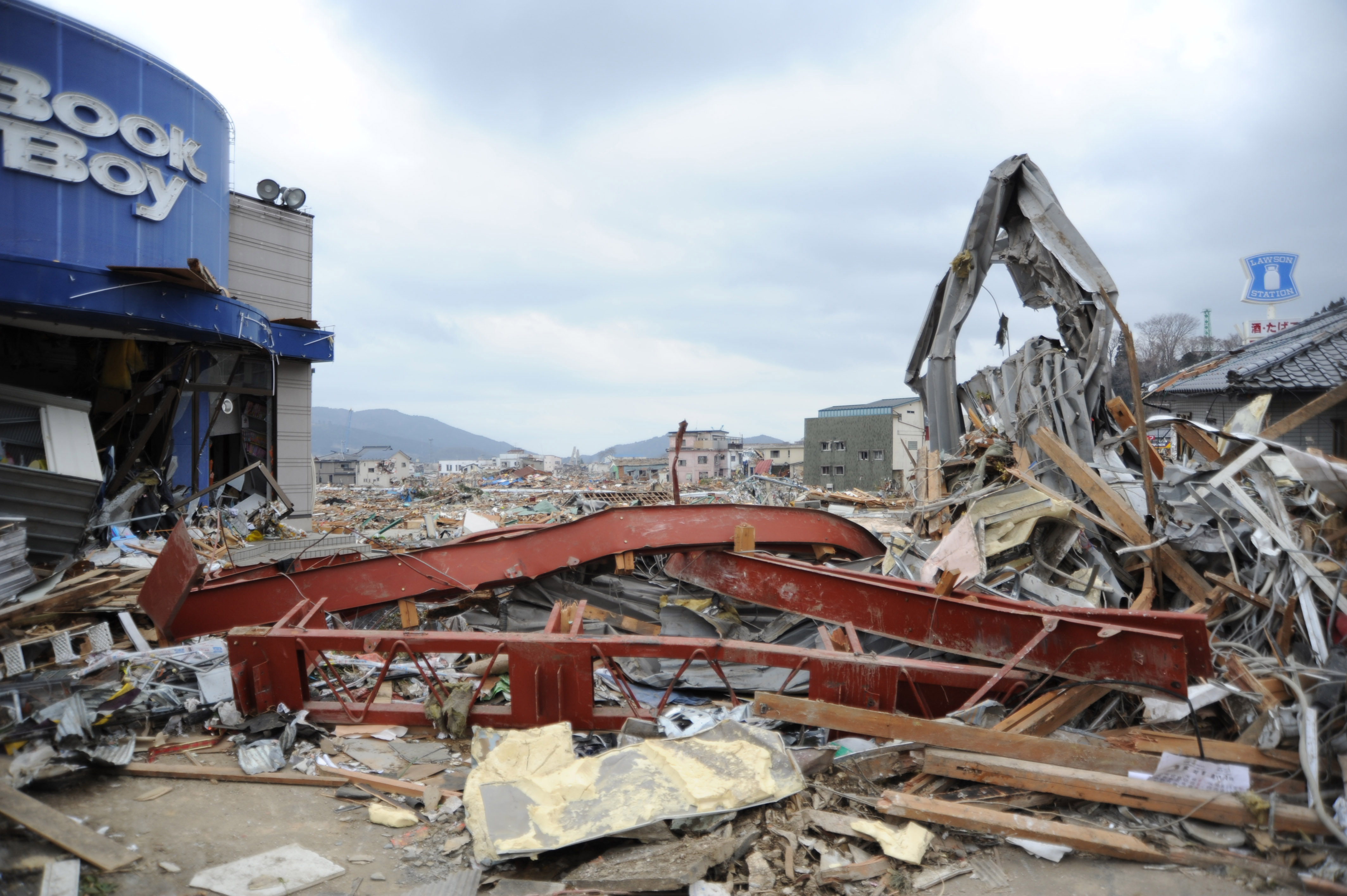
Destroços e escombros gerados pelo tsunami em Ofunato
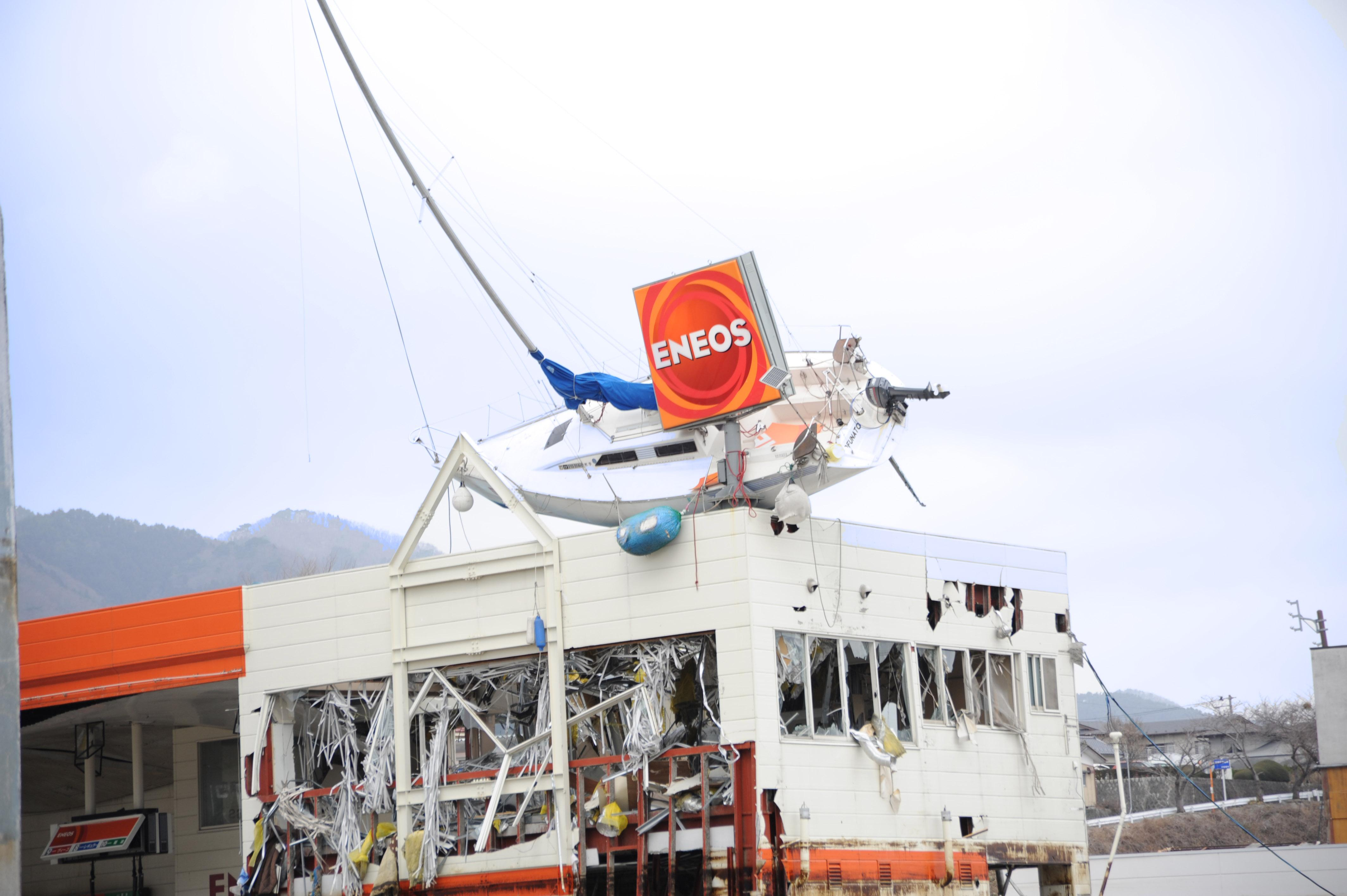
Barco em um telhado de um prédio em Ofunato

## Transportes

### Ferrovias
Sanriku Railway Company - Linha Sanriku Railway Rias
- Sakari–Rikuzen-Akasaki–Ryōri–Koishihama–Horei–Sanriku–Yoshihama

JR Leste – Linha Ōfunato (serviços suspensos indefinidamente e substituídos por um BRT)
- Hosoura-Shimofunato-Ōfunato-Sakari

### Rodovias
- Via Expressa Sanriku
- Rota Nacional 45
- Rota Nacional 107
- Rota Nacional 397

### Porto
- Porto de Ofunato

## Atrações turísticas
- Costeiro Goishi
- Ilha Sangojima